# Troy Aikman NFL Football
Troy Aikman NFL Football это мультиплатформенная видеоигра игра про американский футбол, выпущенная для Atari Jaguar, Super NES и Sega Mega Drive / Genesis.
Трой Эйкман является первым членом клуба Dallas Cowboys в 1993 году, а затем Эммит Смит в Emmitt Smith Football.

## Игровой процесс
Игроки могут играть в выставочные матчи, сезонные матчи, матчи плей-офф, делать свои собственные игры для использования на поле и даже производить выплаты по зарплатам каждого игрока. [3]. Каждый график сезона может быть настроен (с точными настройками игрока), или игрок может использовать расписание сезона 1993 года НФЛ. Ограниченная речь рефери и диктора ограничена.. There is limited speech from the referee and announcer.ding the Super Bowl). Games can be saved, which prevents the frustration of having to play 16-19 games in a single sitting.
Игроки могут играть или тренировать выставочную игру или целый регулярный сезон (включая Суперкубок). Игры могут быть сохранены, что предотвращает разочарование от необходимости играть в 16-19 игр за один сеанс.

## Восприятие
Два спортивных обозревателя Electronic Gaming Monthly дали оценку версии SNES на 65% и 68%, критикуя маленьких персонажей, изменчивую графику и плохой защитный AI. Рассматривая версию SNES, Quick-Draw McGraw из GamePro прокомментировал, что «То, что сделал Genesis для Джо Монтана, SNES делает для Трой Эйкман». Он отметил большое количество опций и специальных возможностей, включение всех реальных команд NFL, функции управления капиталом и способность создавать свои собственные игры в качестве сильных сторон игры, хотя он критиковал графику и аудио как посредственные .
Slo Mo от GamePro так же хвалили версию Jaguar, но он был более решительным в своей критике графики, отметив, что невозможно определить отдельных игроков в больших мобах. Он заключил: «Несмотря на некоторые дразнящие нововведения, Troy Aikman Football сидит в пользу более совершенных 16-битных игр, включая собственные клоны Троя» . Спортивные комментаторы Electronic Gaming Monthly оценили 6 и 7 из 10, сказав: Что, хотя они были впечатлены усовершенствованиями версии Jaguar, особенно графикой и новой функцией Play Selection Accelerator, игра все еще так себе. Как и Slo Mo, они обнаружили, что трудно отслеживать отдельных игроков, и что контроль «по-прежнему не соответствует тому, что должно быть для большой футбольной игры». Рецензент для Next Generation, в то время как хвалит всеобъемлющий контент игры, лицензирование NFL и реалистичное применение геймплея в нюансах футбола, говорит о том, что посредственная графика и анимация, хотя и лучше на Jaguar, чем в предыдущих версиях игры, делают ее не подходящей для других футбольных видеоигр на рынок. Оценивая её как игру для фанатов хардкора НФЛ, чем для компьютерных игроков, он дал ей два из пяти звезд.